# Красная (Закарпатская область)
Кра́сная (укр. Красна) — село в Дубовской поселковой общине Тячевского района Закарпатской области Украины.
Население по переписи 2001 года составляло 2587 человек. Почтовый индекс — 90523. Телефонный код — 03134. Занимает площадь 56 км². Код КОАТУУ — 2124483201.

## СМИ[1]
- 104,6 МГц — Українське Радіо